# Lasse Huittinen
Lasse Huittinen, även kallad Lasse kyrkotjuv eller stora kyrkotjuven, död i 1488 i Stockholm, var en svensk tjuv. Han kom från Finland, och var verksam i Sverige, där han blev ökänd för att stjäla från kyrkor på sina pilgrimsresor i Uppland runt om Mälardalen.